# Persona (rivista)
Persona è stata una rivista di letteratura, arte e costume fondata e diretta da Marcello Camilucci e Adriano Grande e pubblicata a Roma con periodicità quindicinale a partire dal 1960, quindi mensile dal 1962. A Camilucci e Grande si unì alla direzione, in un secondo tempo, Francesco Grisi. Negli ultimi tempi uscì a fascicoli monografici; sospesa dal 1972 al 1974, cessò le pubblicazioni nel 1976.

## Storia
"La scelta è caduta sul termine "persona" perché, nonostante i difetti di pedanteria, ovvietà, gusto teologizzante che gli sono stati imputati, ci sembra suggellare con esattezza i valori che ci stanno più a cuore e custodire l'immagine a cui vorremmo essere fedeli: l'uomo, cioè, sottratto alla duplice tentazione, in lui sempre presente, di elevarsi a categoria con la sua singolarità contrapposta orgogliosamente agli "altri": e di confondersi irrazionalmente nelle categorie che lo superano, quasi a ritrovare in esse gli aiuti e le ispirazioni che non riesce a desumere dalla propria solitudine: l'individuo autosufficiente e l'uomo-massa."
La rivista, di alta cultura ad indirizzo nazional-cattolico, accolse saggi di letteratura, liriche, critiche d'arte e di teatro e biografie critiche, avvalendosi della collaborazione di scrittori di fama consolidata come Giuseppe Prezzolini e Carlo Emilio Gadda, del commediografo cattolico Diego Fabbri e dello scrittore rumeno Vintilă Horia. 

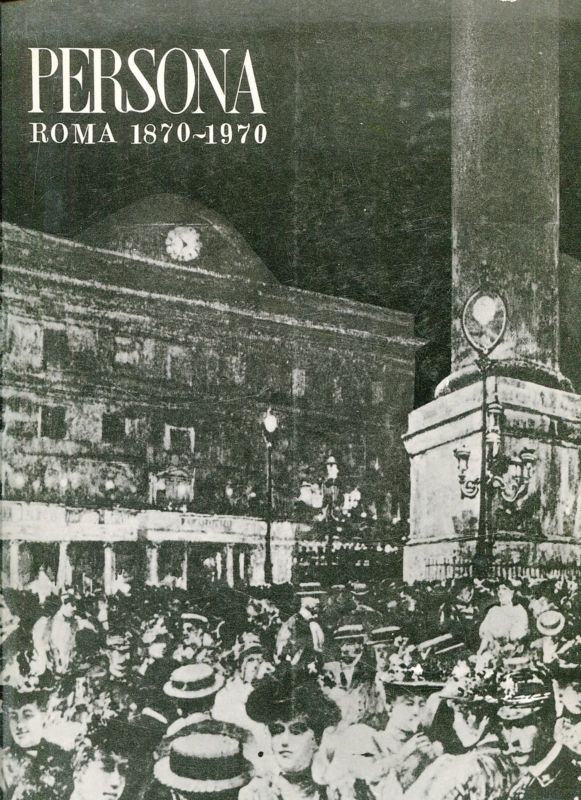
Persona: mensile di letteratura arte e costume, fascicolo dedicato a «Roma 1870-1970», Società Edizioni Nuove, Roma, 1970

Tra i collaboratori si ricordano: Rosario Assunto, il latinista Ettore Paratore, il filosofo cattolico Augusto Del Noce, il dantista Vittore Branca, Carlo Bo, Diego Valeri.
Nel comitato redazionale vi furono, tra gli altri: Carlo Alianello, Angelo Barile, Carlo Betocchi e Bonaventura Tecchi.
Nel 1968 fu pubblicato l'autografo riprodotto fotostaticamente della relazione introduttiva tenuta da Eugenio Montale, in qualità di Presidente, al convegno sui "Valori permanenti nel divenire storico" organizzato dall'Istituto Accademico di Roma.
La rivista fu corredata da illustrazioni in bianco e nero, sia in copertina che nel testo; si trattava di riproduzioni di opere dei maggiori artisti contemporanei.